# Meayll Hill

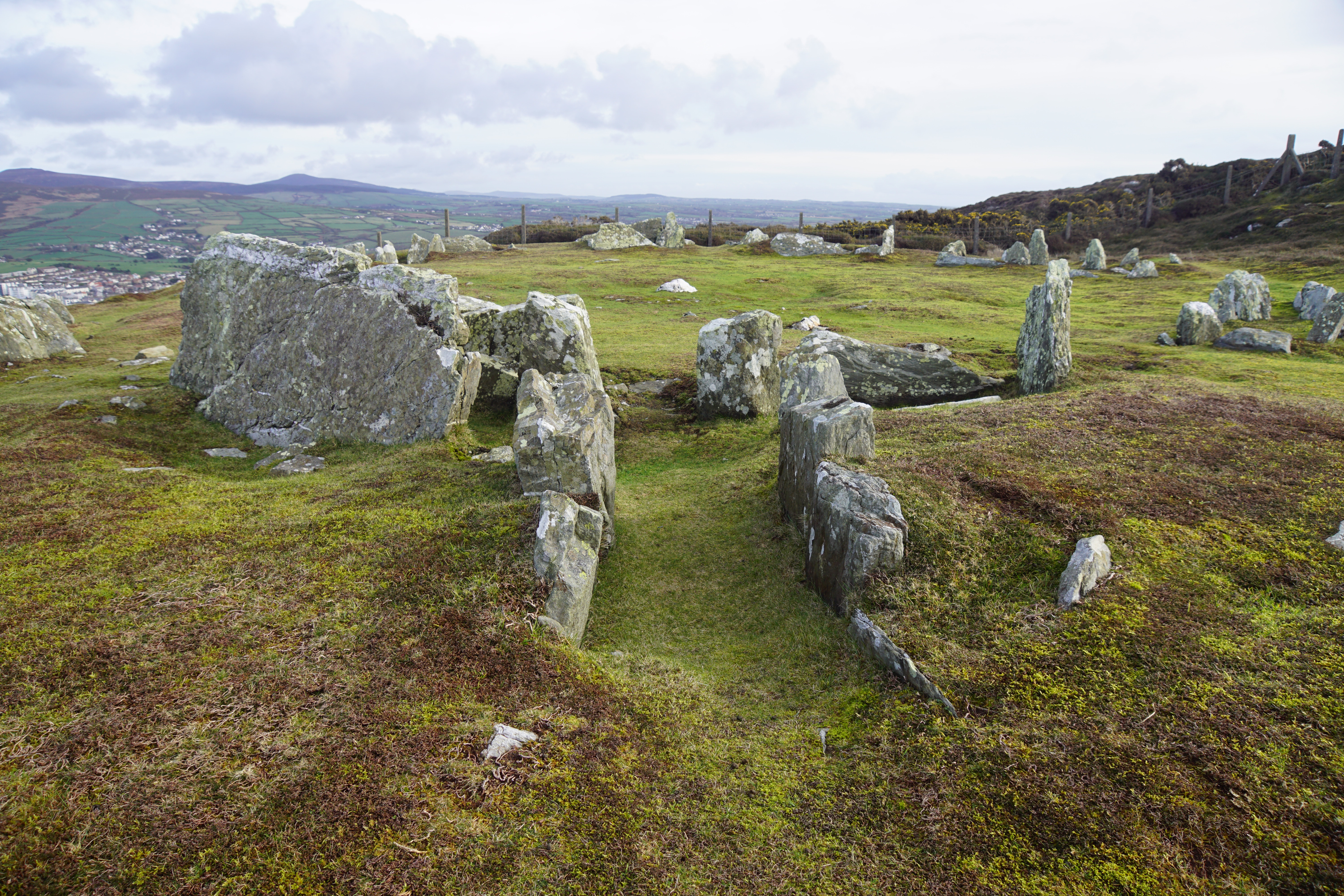
Het zuidelijke ganggraf.

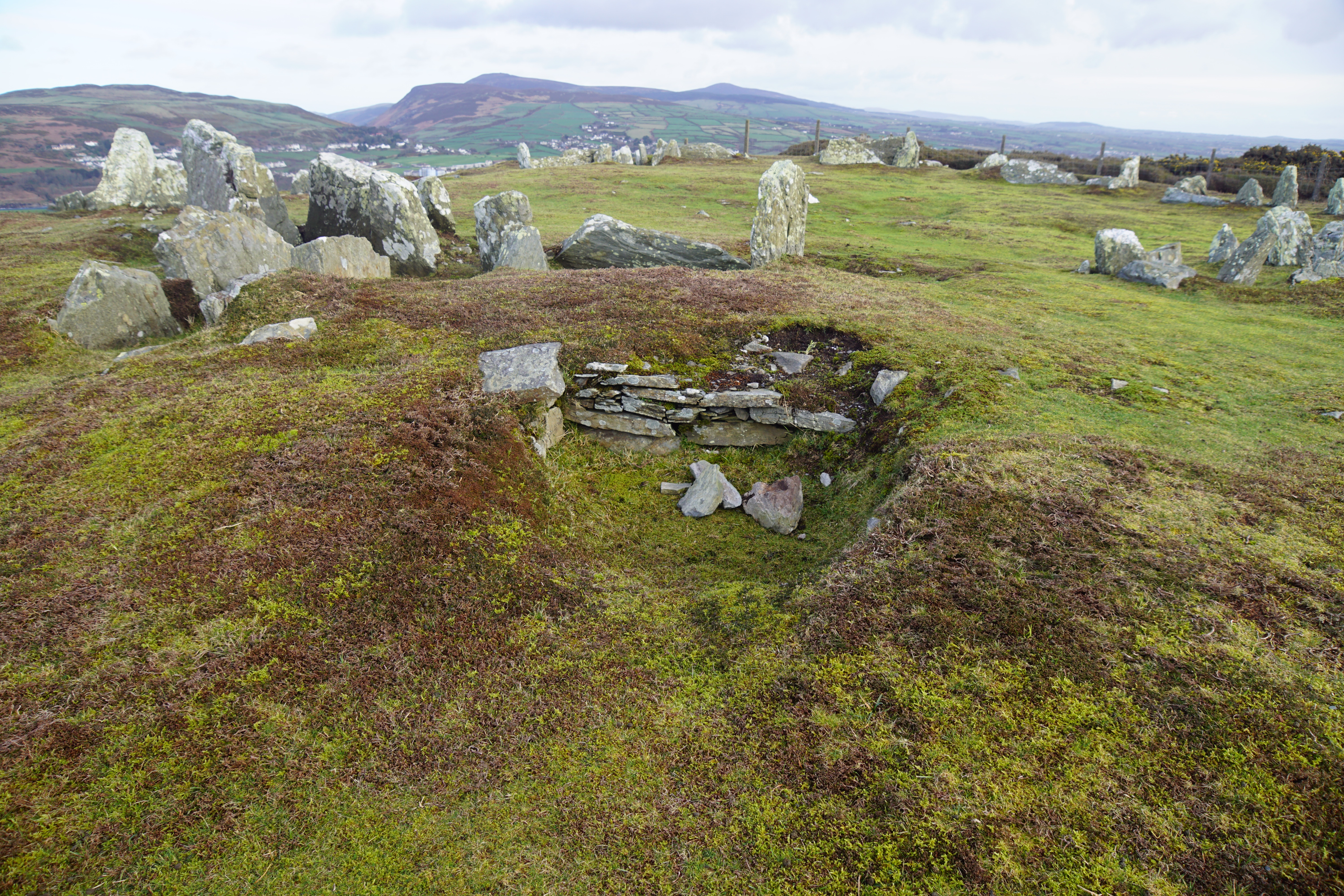
In de zuidwestelijke hoek is nog een del van de stenen bekleding van de grafheuvel te zien.

Meayll Hill, ook bekend als Meayll Circle Burial Site, Meayll Circle, Mull Hill en Mull Circle, is een (laat) neolithisch ganggrafcomplex gelegen in Cregneash in de parish Rushen op het eiland Man. Het is de meest bijzondere van de megalieten op het eiland Man en uniek in Groot-Brittannië en Ierland vanwege de vorm van het complex.

## Geschiedenis
Meayll Hill stamt uit het late Neolithicum.
In 1893 en in 1911 werd de plek onderzocht door Kermode and Herman. Ze vonden daarbij verbrande menselijke resten, aardewerk, kwartskiezelstenen en vuurstenen (voornamelijk pijlpunten) in de grafkamers. Kwartskiezelstenen zijn in meer neolithische monumenten op het eiland Man gevonden en hadden wellicht een spirituele betekenis. Er werden scherven van aardewerk gevonden van minstens 27 verschillende potten.
Op het eiland Man zijn er twee verschillende soorten aardewerk uit het Neolithicum gevonden. Een type daarvan werd in Meayll Hill voor het eerst ontdekt en staat daarom bekend als Meayll Hill-aardewerk. Het kenmerkt zich door een relatief gladde buitenkant.
In 1971 werd het complex onderzocht door Audrey Henshall. Hierbij werden de stenen gevonden die de buitenzijde van de grafheuvel hebben bedekt. In 2017 werd door Lynch and Davey een geofysische analyse uitgevoerd.

## Beschrijving en interpretatie
Het neolithische complex van Meayll Hill ligt op een terras op de noordwestelijke helling van de heuvel Meayll Hill (ook Mull Hill genoemd), net onder de vlakke top van de heuvel. Het complex lijkt op het eerste gezicht een steencirkel, maar het is een complex van meerdere ganggraven. De grafheuvel is vrijwel rond en heeft grofweg een diameter van 22,9 meter. Oost-west is de diameter 23 meter, noord-zuid is de diameter 20 meter. 
De buitenzijde van de grafheuvel was bekleed met drooggemetselde stenen, waarvan in de zuidwestelijke hoek nog delen te zien zijn.
Aan de randen van deze cirkelvormige grafheuvel bevinden zich twaalf kamers (of steenkisten) die per twee een eigen toegangspassage van minder dan twee meter hebben van buitenaf. De plattegrond van deze combinatie van twee kamers en de toegangspassage is T-vormig waarbij de kamers de korte uiteinden van de T vormen en de toegangspassage het lange uiteinde. Elke kamer had een grove stenen vloer.
In het midden van de cirkel ligt een rots van kwarts, waaronder zich een stenen grafkist bevindt.
De vorm van de grafheuvel was hoogstwaarschijnlijk een heuvel die het gehele complex bedekte. De bedekking was van hetzelfde soort rots als waaruit de heuvel bestaat. Een geofysische analyse door Lynch and Davey uit 2017 suggereert een vorm waarbij het midden open zou zijn geweest; het is echter goed mogelijk dat dit enkel zo lijkt omdat er zoveel materiaal uit het midden van de grafheuvel is weggenomen in de loop der eeuwen.
Het is zeer waarschijnlijk dat dit complex niet in één keer is ontstaan, maar dat het is begonnen met een simpele, kleine stenen grafheuvel over een enkel graf waarbij de grafheuvel later werd uitgebreid met de zes ganggraven.

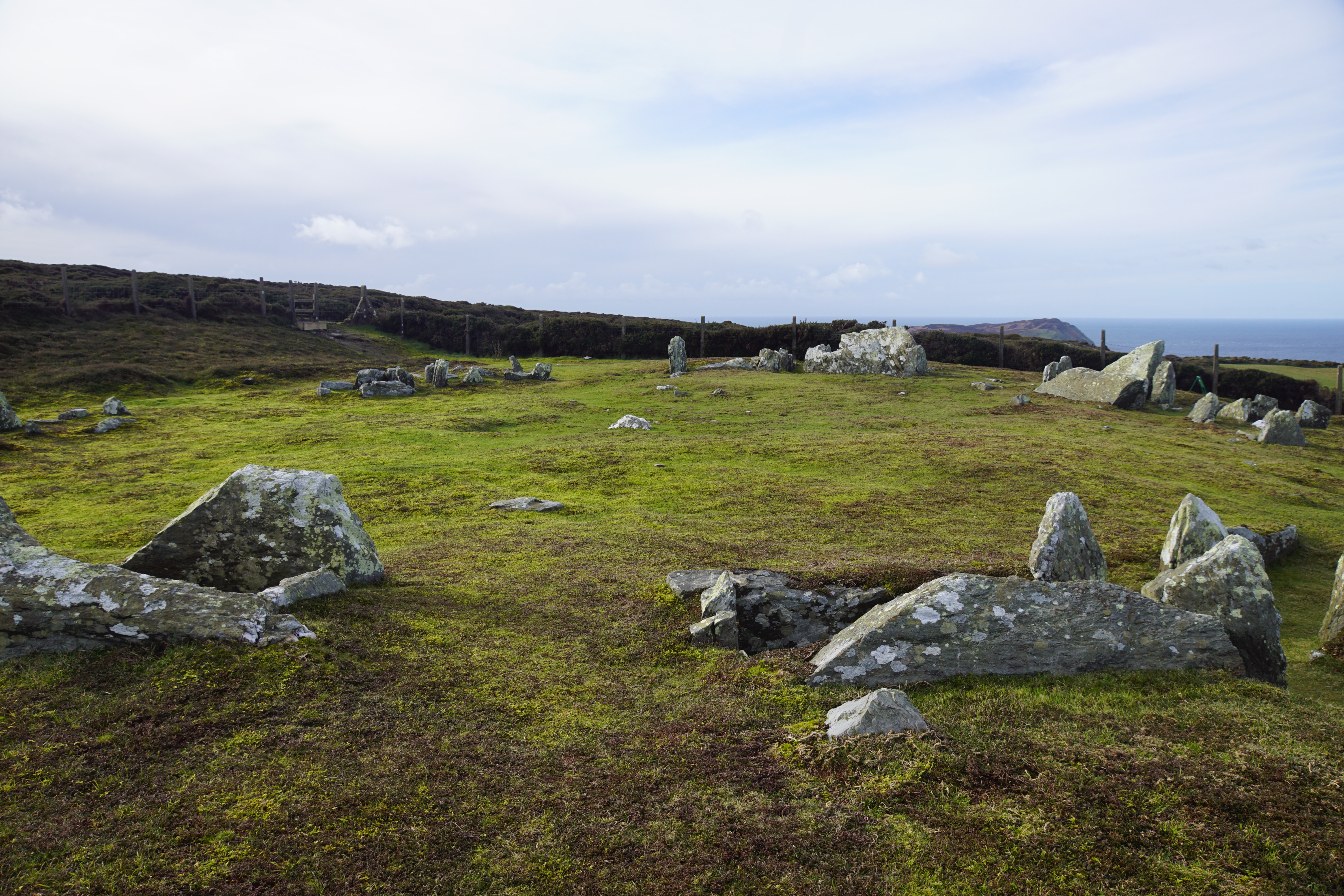
Gezien vanuit het noorden. In het midden de rots van kwarts.
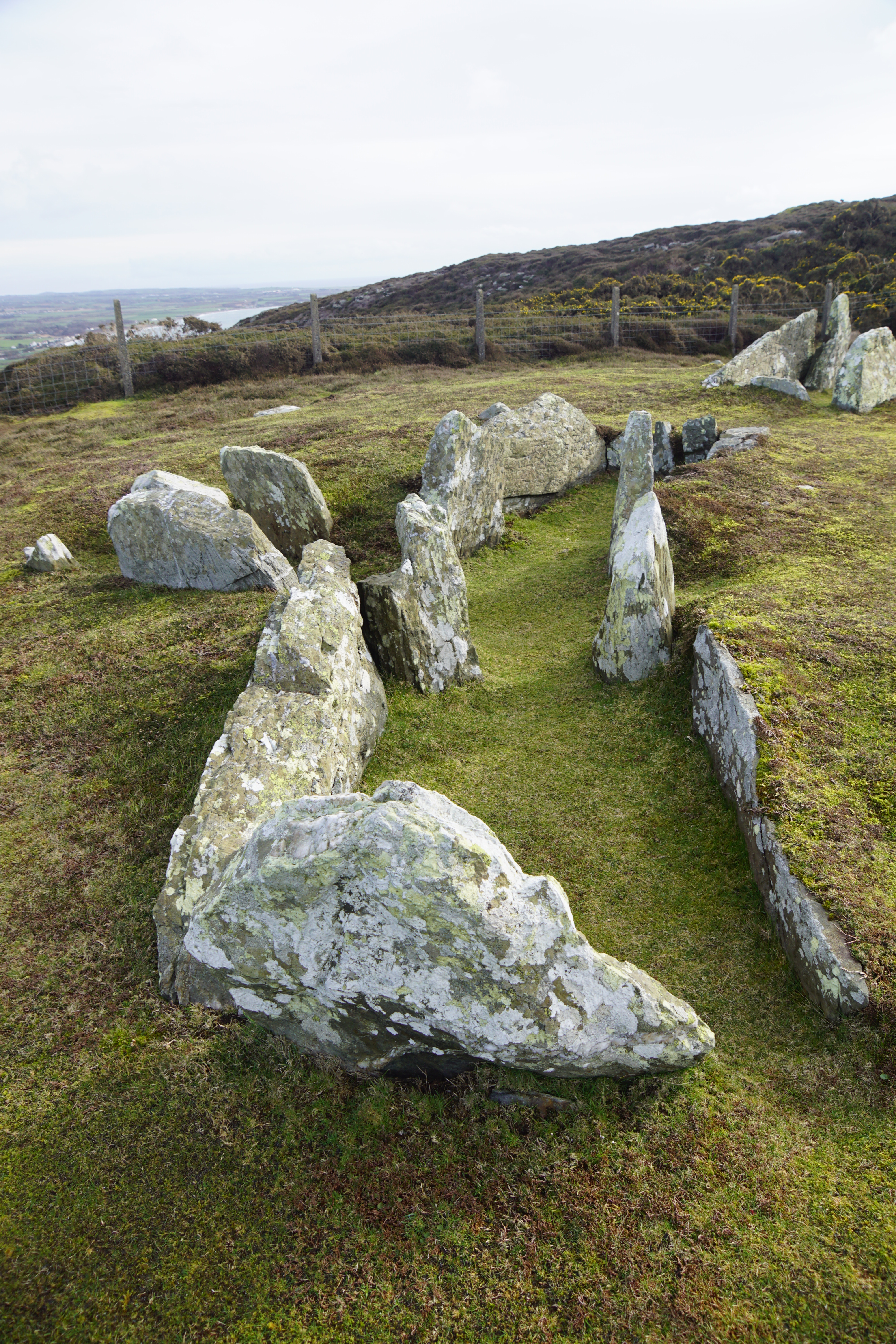
Het noordelijke ganggraf.
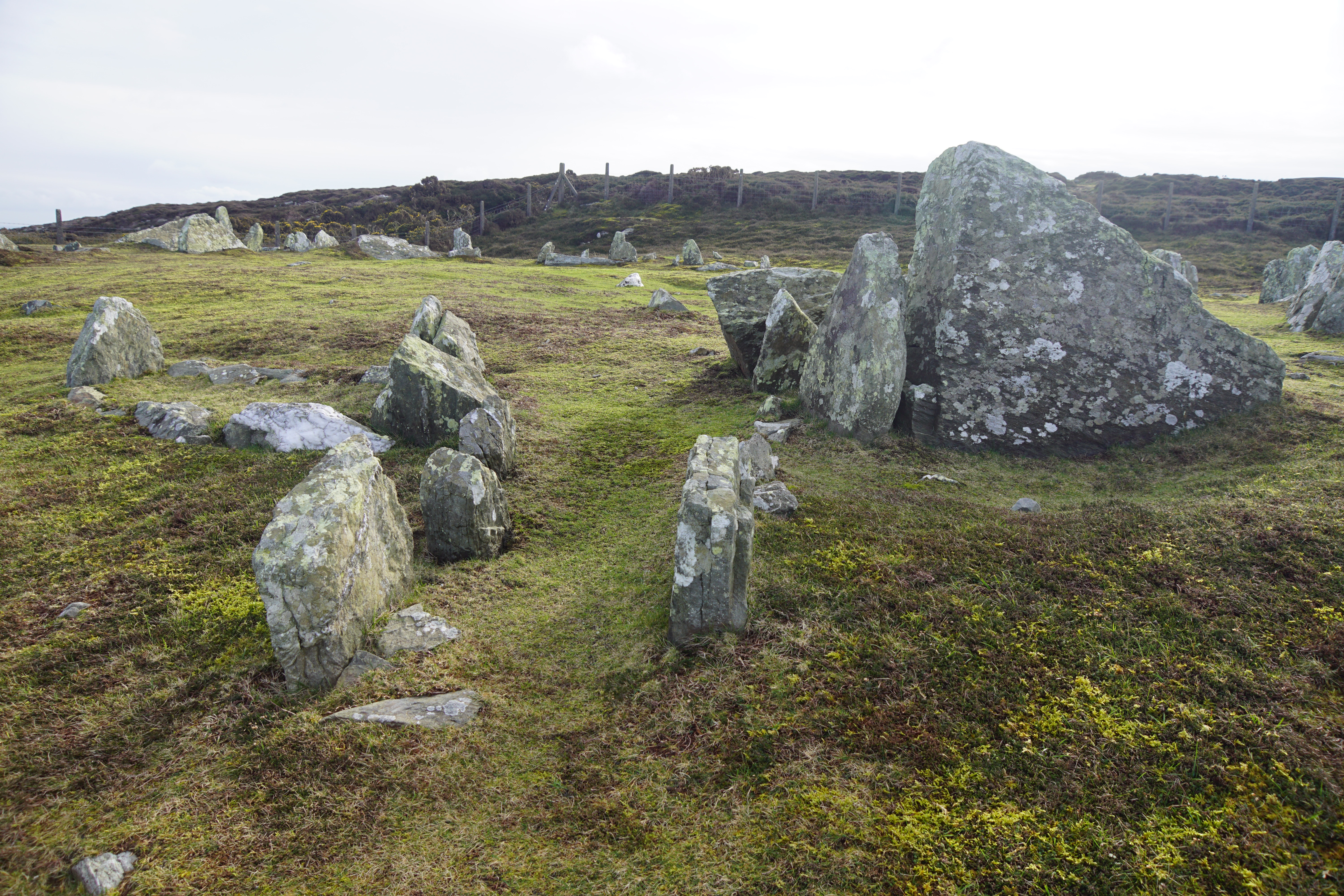
Het westelijke ganggraf.

## Beheer

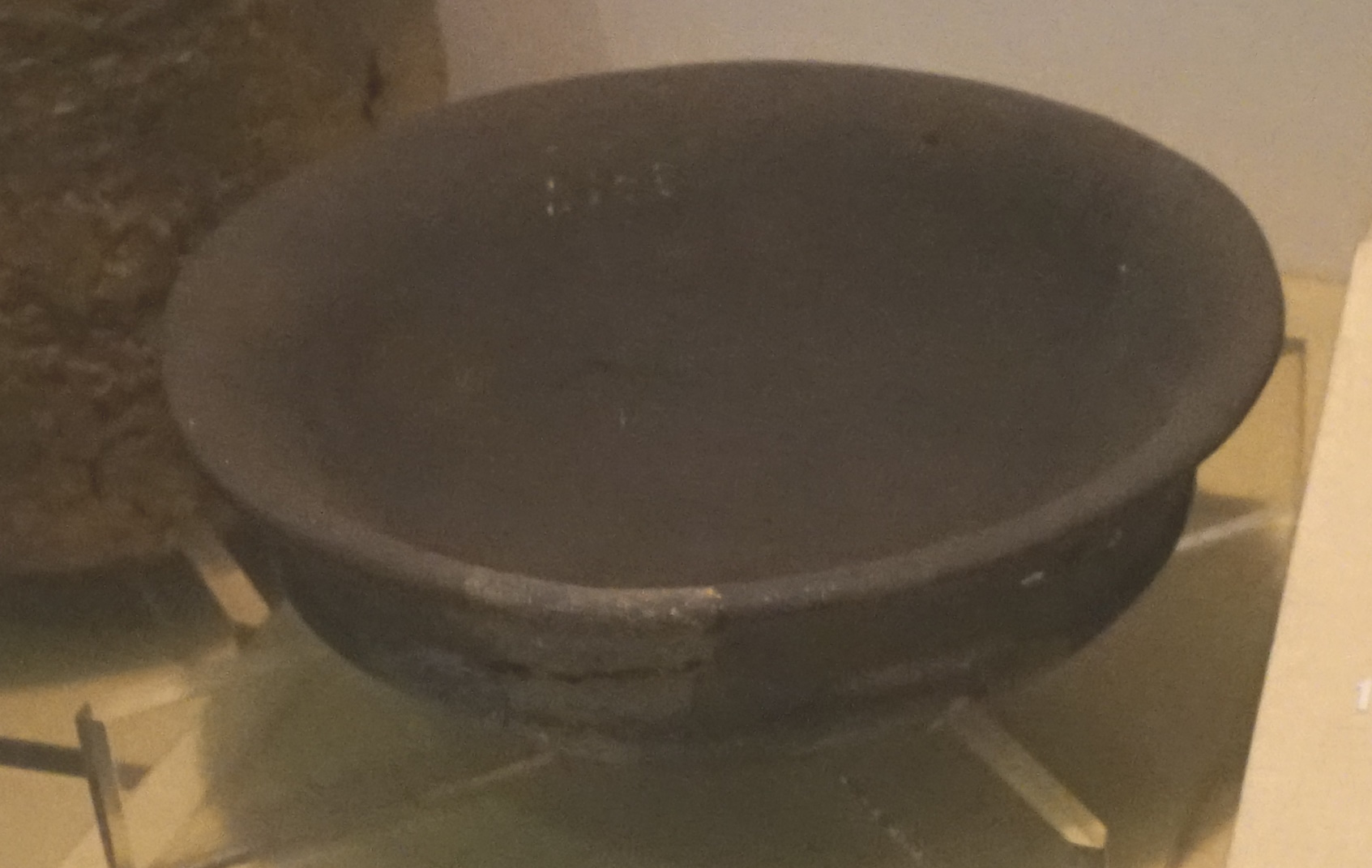
Gereconstrueerde pot van het Meayll Hill-type (Manx Museum).

Meayll Hill wordt beheerd door Manx National Heritage. De locatie is bereikbaar via een voetpad dat de heuvel oploopt vanaf de Ballnahowe Road naar Port Erin of via een voetpad de heuvel af vanaf de resten van het Cregneash Chain Home Low Radar Station op de heuveltop.